# Michel Oksenberg
Michel Charles Oksenberg (Antwerpen, 1938 – Atherton, Kalifornia, 2001) amerikai Kínai-figyelő, politológus, sinológus.

## Élete, munkássága
Oksenberg 1963-ban szerzett politológusi doktori fokozatot a Kolumbia Egyetemen. Tudományos karrierjét a Stanford Egyetemen kezdte 1966-ban, majd 1968-tól a Kolumbiai Egyetem oktatója lett. 1973-ban átment a Michigeni Egyetemre, ahol húsz éven át oktatott és kutatott. Politológusként elsődleges szakterülete a kínai politikai rendszer, amely témában számos, jelentős publikációt jegyzett.

## Főbb művei
- China’s Developmental Experience (1973)
- Dragon and Eagle—United States-China Relations–Past and Future, co-author (1978)
- China’s Participation in the IMF, the World Bank, and GATT, co-author (1990)
- The Cultural Revolution, co-author (1981)
- Policy Making in China, co-author (1988)
- Beijing Spring, 1989: Confrontation and Conflict: The Basic Documents, co-author (1990)
- An Emerging China in a World of Interdependence: A Report to the Trilateral Commission, co-author (1994)
- Shaping U.S.-China Relations: A Long-Term Strategy, co-author (1997)
- China Joins the World: Progress and Prospects, co-editor (1998)
- A Century’s Journey: How the Great Powers Shape the World, co-author (1999)